# Sybra binotata
Sybra binotata là một loài bọ cánh cứng trong họ Cerambycidae.